# Derek Jones
 (août 2023).
La mise en forme du texte ne suit pas les recommandations de Wikipédia : il faut le « wikifier ».
Les points d'amélioration suivants sont les cas les plus fréquents. Le détail des points à revoir est peut-être précisé sur la page de discussion.
- Les titres sont pré-formatés par le logiciel. Ils ne sont ni en capitales, ni en gras.
- Le texte ne doit pas être écrit en capitales (les noms de famille non plus), ni en gras, ni en italique, ni en « petit »…
- Le gras n'est utilisé que pour surligner le titre de l'article dans l'introduction, une seule fois.
- L'italique est rarement utilisé : mots en langue étrangère, titres d'œuvres, noms de bateaux, etc.
- Les citations ne sont pas en italique mais en corps de texte normal. Elles sont entourées par des guillemets français : « et ».
- Les listes à puces sont à éviter, des paragraphes rédigés étant largement préférés. Les tableaux sont à réserver à la présentation de données structurées (résultats, etc.).
- Les appels de note de bas de page (petits chiffres en exposant, introduits par l'outil «  Source ») sont à placer entre la fin de phrase et le point final[comme ça].
- Les liens internes (vers d'autres articles de Wikipédia) sont à choisir avec parcimonie. Créez des liens vers des articles approfondissant le sujet. Les termes génériques sans rapport avec le sujet sont à éviter, ainsi que les répétitions de liens vers un même terme.
- Les liens externes sont à placer uniquement dans une section « Liens externes », à la fin de l'article. Ces liens sont à choisir avec parcimonie suivant les règles définies. Si un lien sert de source à l'article, son insertion dans le texte est à faire par les notes de bas de page.
- La présentation des références doit suivre les conventions bibliographiques. Il est recommandé d'utiliser les modèles {{Ouvrage}}, {{Chapitre}}, {{Article}}, {{Lien web}} et/ou {{Bibliographie}}. Le mode d'édition visuel peut mettre en forme automatiquement les références.
- Insérer une infobox (cadre d'informations à droite) n'est pas obligatoire pour parachever la mise en page.

Pour une aide détaillée, merci de consulter Aide:Wikification.
Si vous pensez que ces points ont été résolus, vous pouvez retirer ce bandeau et améliorer la mise en forme d'un autre article.
 (août 2023).
Le contenu est difficilement compréhensible vu les erreurs de traduction, qui sont peut-être dues à l'utilisation d'un logiciel de traduction automatique.
Derek Jones, né le 5 juin 1984 et mort le 21 avril 2020, est un guitariste américain, surtout connu comme guitariste rythmique et principal et co-chanteur principal du groupe post-hardcore américain Falling in Reverse. Il est également le guitariste du groupe américain A Smile From the Trenches jusqu'à son départ en 2010, dissous par la suite la même année en septembre.

## Carrière

### Premières années
Jones est né le 5 juin 1984 à Lake Forest, en Californie. Il a commencé à jouer du saxophone mais est passé à la guitare. Il a commencé à écouter des groupes comme Manowar, Blink-182 et Slipknot. À l'adolescence, il a formé plusieurs groupes dans sa ville natale, qui n'ont eu que de petites présentations jusqu'à l'âge de 19 ans et sa première tournée.

### Débuts
En 2007, Derek rejoint le groupe A Smile from the Trenches. Le 29 juin 2007, ils sortent l'EP the self-titled. La même année, le groupe est invité au Vans Warped Tour aux États-Unis. Le 13 octobre 2009, ils sortent leur premier album studio, intitulé Leave the Gambling for Vegas, sur lequel ils reprennent la chanson « Bad Romance » de Lady Gaga. En mai 2010, Derek rejoint le groupe pour Falling in Reverse   tout en restant dans et le groupe A Smile From The Trenches.

### Falling in Reverse
En 2008, Jones faisait partie des fondateurs originaux de Falling in Reverse tout en faisant toujours partie de A Smile From The Trenches. Le groupe n'a enregistré que des démos car Ronnie Radke était en prison jusqu'en décembre 2010. En mai 2010, après avoir quitté A Smile From The Trenches, Derek déménage à Las Vegas en raison de son engagement envers Falling In Reverse.
Le 26 juillet 2011, ils sortent leur premier album, The Drug in Me Is You, qui culmine à la 19e place du Billboard 200, se vendant à 18 000 exemplaires la première semaine. Le deuxième album studio du groupe, Fashionably Late, sorti le 18 juin 2013, a atteint la 17e place du Billboard 200. Le groupe a sorti son troisième album Just Like You le 24 février 2015. Coming Home, leur dernier album, est sorti le 7 avril 2017.
Outre Ronnie, Derek Jones était le seul membre original du groupe jusqu'à sa mort en 2020, et était le seul membre en plus de Radke à figurer sur chaque sortie.

## Vie personnelle et mort
En 2015, il s'est fiancé à Christina Cetta. Lorsque Cetta a reçu un diagnostic de cancer en mars 2019, Jones a créé un GoFundMe pour collecter 100 000 $ pour le traitement de Cetta. Le groupe a donné des t-shirt spéciaux aux fans qui ont fait un don. Cetta est décédée le 19 novembre 2019, ce qui a entraîné l'annulation de la tournée d'automne de Falling in Reverse.
Jones est décédé le 21 avril 2020 ; sa mort a été annoncée sur les réseaux sociaux par son partenaire Ronnie Radke. La cause de son décès a été révélée plus tard dans le livre de Ronnie Radke "Je peux expliquer" comme un hématome sous-dural.

## Discographie
avec A Smile From The Trenches
- A Smile From the Trenches EP (2007)
- Leave the Gambling for Vegas (2009)

avec Falling in Reverse
- The Drug in Me Is You (2011)
- Fashionably Late ((2013)
- Coming Home ((2017)